# آرشي ميلر (لاعب كرة سلة)
آرشي ميلر (30 أكتوبر 1978 في الولايات المتحدة - ) (بالإنجليزية: Archie Miller)‏ هو مدرب كرة سلة ولاعب كرة سلة أمريكي في مركز هجوم خلفي.

## وصلات خارجية
- آرشي ميلر على موقع كلية كرة السلة في سبورتس رفرنس.كوم (الإنجليزية)
- آرشي ميلر على موقع ريلجم (الإنجليزية)
- آرشي ميلر على موقع بروبوليرز (الإنجليزية)
- آرشي ميلر على موقع كلية كرة السلة في سبورتس رفرنس.كوم (الإنجليزية)